# Parancistrocerus subtoltecus
Parancistrocerus subtoltecus är en stekelart som först beskrevs av Henry Lorenz Viereck 1906.  Parancistrocerus subtoltecus ingår i släktet Parancistrocerus och familjen Eumenidae. Inga underarter finns listade i Catalogue of Life.